# Pierre-Joseph Colin
 (juillet 2025).
Pour les articles homonymes, voir Colin.
Pierre-Joseph Colin est un industriel conserveur nantais né le 15 septembre 1785 à Nantes et décédé le 18 septembre 1848 à Saint-Sébastien-sur-Loire.

## Biographie
Joseph Pierre Colin est le fils de Joseph Colin, confiseur, conseiller municipal de Nantes, et de Marguerite Lebeau.
Marchand confiseur, il reprend, au décès de son père en 1815, l'activité paternelle située rue du Moulin.
Son père avait développé l'idée de tester le procédé de conserve de Nicolas Appert sur des sardines cuites dans du beurre Pierre-Joseph Colin remplace le beurre de l'idée de son père par de l'huile d'olive. Au concours national organisé par la Société d'encouragement pour l'industrie nationale, il obtient la seconde place derrière Nicolas Appert. En 1824, il fait construire rue des Salorges, dans le quartier du port de Nantes, la première usine conserves de sardines à l'huile qu'il fait venir du port de La Turballe. Il perfectionne les principes d'Appert en utilisant des boîtes de conserve de fer-blanc étamées et serties à la main.
Il devient conseiller municipal de Nantes en 1830.
La production de son usine est de 200 000 boîtes en 1838. À partir de 1837, son gendre Jules Bonhomme est associé à ses affaires, avant d'en prendre la suite en 1840.
La marque « Conserves Joseph Colin », qui existera jusqu'au XXe siècle, est par la suite reprise par Alfred Guihery des Landelles et Cie puis par Pierre Augustin Chauffourier, agent de Colin à Londres.

## Hommages
- Rue Pierre-Joseph Colin, à Nantes
- Rue Pierre-Joseph Colin, à Rennes

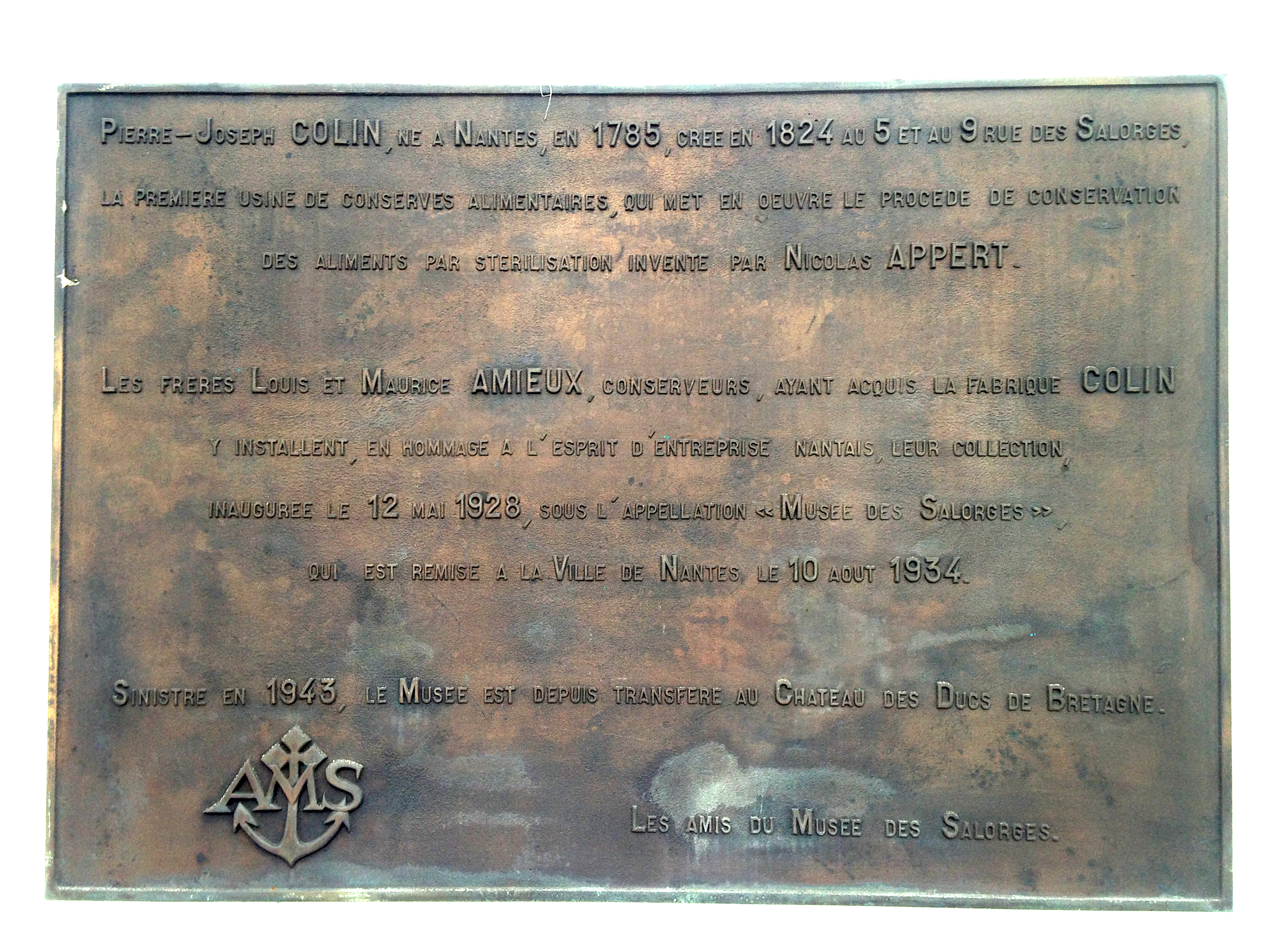
Plaque apposée sur la façade du centre des Salorges honorant la mémoire des débuts de la conserve de sardines à l'huile au 5 et 9 rue des Salorges en 1824.
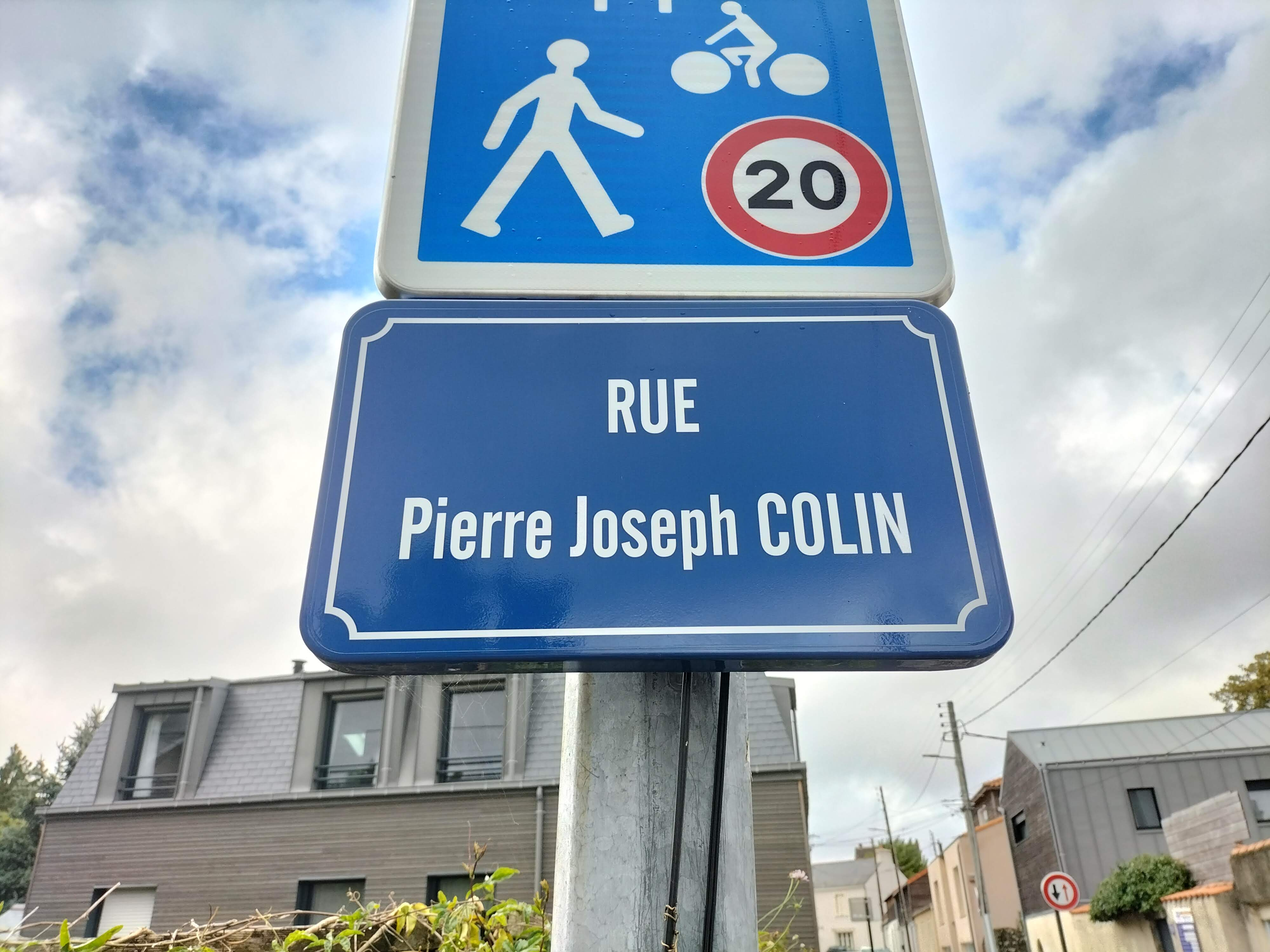
Plaque de la rue Pierre Joseph Colin à Nantes.

## Sources
- Jérôme Cucarull, « 1824 : la première conserverie industrielle à Nantes », Bécédia, ISSN 2968-2576, 2016
- Pascal Briois, Jean-Christophe Fichou, « La sardine à l’huile ou le premier aliment industriel. Nicolas Appert et Joseph Colin : une filiation douteuse », Annales de Bretagne et des pays de l’Ouest, 2012/4 n° 119-4, p. 69-81
- Guy Saindrenan, « L’industrie de la conserve alimentaire », contribution à La Bretagne des savants et des ingénieurs 1825-1914, Rennes, éd. Ouest-France, 1994, p. 162-175
- Françoise Martin-Van Der Haegen, Régine Vivant-Toussaint, Il était une fois... Nantes : 2000 ans d'histoire à travers les cartes postales François Chapeau, 1983